# Marseille antique
Massalia (en grec ancien Μασσαλία / Massalia) est une colonie grecque  fondée par des Phocéens vers 600 av. J.-C., aujourd'hui appelée Marseille. Dès le Ve siècle av. J.-C., elle devient, avec la colonie phénicienne de Carthage, l’un des principaux ports maritimes de la mer Méditerranée occidentale. Pendant toute l'époque hellénistique, elle est une fidèle alliée des Romains.
Devenue une cité romaine au début du Ier siècle apr. J.-C., elle prend le nom de Massilia et conserve son rôle de creuset culturel et de port commercial sur les rives du sud de la Gaule, bien que, ayant préféré Pompée à Jules César, elle ait perdu son indépendance et sa suprématie marchande, notamment au profit d'Arelate (Arles). Les Romains ont laissé à la ville sa culture grecque. Ils préfèrent découvrir cette culture et apprendre la langue grecque à Massalia, plus proche de leurs terres, plutôt que d'entreprendre un long et couteux voyage en direction de la Méditerranée orientale.
Romanisée durant l’Antiquité tardive, christianisée au Ve siècle, diminuée à la suite des invasions gothiques, elle retrouve une relative prospérité au VIIe siècle et donne jour à une fondation chrétienne, l’abbaye Saint-Victor de Marseille, appelée à un rôle majeur dans tout le sud-est de la France jusqu’au XIIe siècle.

## Massalia, une cité grecque

### Fondation

Situation de Massalia (Marseille), avec les tribus celtiques et ligures au début de l’époque romaine.

La fondation de la cité proprement dite, qui fait de Marseille « la deuxième ville la plus ancienne de France »(Béziers étant la première), remonte à 600 av. J.-C., soit deux ou trois générations après l’élévation des premières murailles de l'oppidum voisin visible sur l'actuel site de Saint Blaise et plus de deux siècles après celle de Latiscum. Elle est le fait de colons grecs venus de Phocée en Anatolie occidentale, qui eux-mêmes proviennent de colons athéniens et phocidiens. La date de fondation est donnée par différents auteurs antiques : Aristote dans la Constitution des Marseillais (vers 350 av. J.-C.) et Justin dans l'Abrégé des histoires philippiques, rédigé probablement au IIIe siècle et qui résume une histoire écrite par le gallo-romain Trogue Pompée ; les découvertes archéologiques ne s'opposent pas à cette datation.

### Les Ségobriges
La région est alors peuplée par les Ligures, peuple celtique autochtone auquel se sont ajoutées de nouvelles populations celtes dans le dernier millénaire avant notre ère. Dans son ouvrage de géographie rédigé au Ve siècle av. J.-C., Hécatée de Milet évoque : « Massalia, ville de la Ligustique, près de la Celtique, colonie des Phocéens ». 
Les habitants de cette côte purent entrer aussi en contact avec des navigateurs et marchands phéniciens, étrusques ou ibères.
D'après les auteurs anciens, les Ségobriges sont la tribu celte qui a occupé les collines autour du site de Marseille. Si l'on n'a pas trouvé de traces d'occupation permanente ligure sur le site de Marseille même, alors lagunaire et marécageux (calanque formant l'embouchure de l'Ybelcos, actuel Huveaune), les carottages dans les sédiments de ce qui deviendra le Vieux-Port de Marseille ont montré qu'avant la fondation de la colonie grecque, ces rivages ont été le lieu d'activités saisonnières (pêche, ramassage des cannes, exploitation du sel), sans que l'on puisse trouver de traces d'exploitation des sols (déforestation, cultures, décapages).

### Colonisation phocéenne

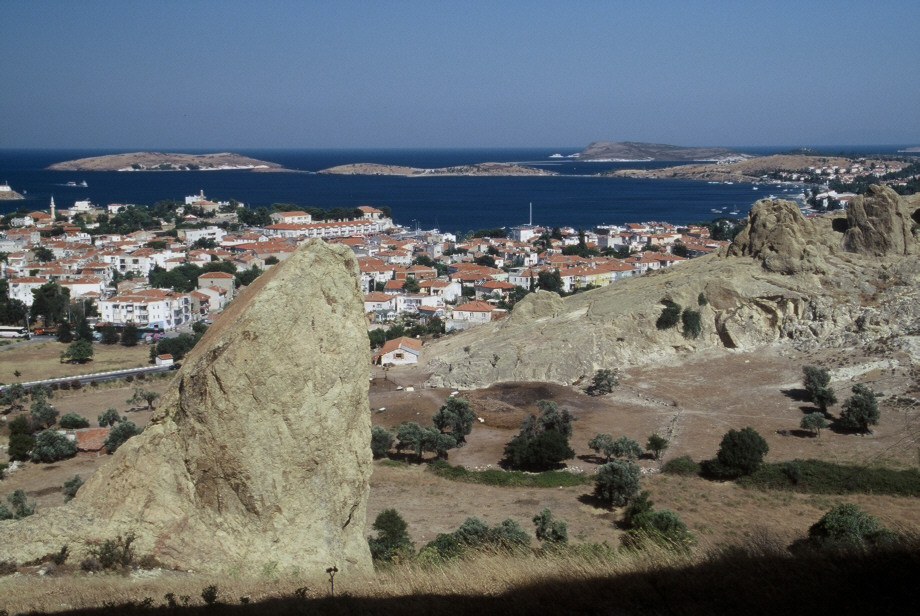
Site de l'ancienne Phocée et village actuel.

Les textes anciens donnent peu d'indications sur l'origine, les institutions et les cultes de Phocée (aujourd'hui Foça, près d'Izmir en Turquie). Sa population aurait été composée d'Athéniens et de Phocidiens (habitants de Phocide, territoire sacré de la Grèce antique). Elle est membre de la Confédération ionienne, dodécapole de cités grecques d'Anatolie, cités prospères grâce au développement des relations avec les colonies qu'elles ont créées autour de la Méditerranée.

#### Création des colonies
L'historien romain Justin raconte ainsi le mythe de la fondation de Marseille : 

« À l'époque du roi Tarquin, des jeunes gens phocéens, venant d'Asie, arrivèrent à l'embouchure du Tibre et conclurent un traité d'amitié avec les Romains ; puis ils s'embarquèrent pour les golfes les plus lointains de Gaule et fondèrent Marseille, entre les Ligures et les peuplades sauvages de Gaulois (...). Et en effet, les Phocéens, contraints par l'exiguïté et la maigreur de leur terre, pratiquèrent avec plus d'ardeur la mer que les terres : ils gagnaient leur vie en pêchant, en commerçant, souvent même par la piraterie, qui était à l'honneur en ces temps-là. C'est pourquoi, ayant osé s'avancer en direction du rivage ultime de l'Océan, ils arrivèrent dans le golfe gaulois à l'embouchure du Rhône. »

— Justin, Abrégé des histoires philippiques, XLIII, 3-6.
Ainsi, au VIe siècle av. J.-C., Phocée devint la « métropole » (cité-mère) de la colonisation grecque en Méditerranée nord-occidentale. Les Phocéens fondent successivement Massalia puis, à partir de cette première cité, Agathé Tychè (Agde), Olbia (Hyères), Athénopolis (golfe de Saint-Tropez), Antipolis (Antibes), Nikaïa (Nice) ou encore Monoïkos (Monaco) sur la côte méditerranéenne métropolitaine. Puis sont établies Alalia (actuelle Aléria), comptoir sur la côte orientale de la Corse, et Élée dans le Golfe de Salerne, ainsi que de puissantes colonies en Espagne, les emporions de Hemeroskopion (province d'Alicante) et Empúries.
Cette migration de peuplement grecque a été confirmée récemment par une analyse génétique sur trois ans des dons du sang. Cette étude publiée en 2011 montre que 4 % des hommes dans la région marseillaise et 4,6 % de ceux de la région d'Aléria en Corse, autre destination des navigateurs phocéens, portent le haplogroupe E-V13 caractéristique de la Grèce, corroborant une ascendance masculine fortement influencée par ces populations. Dans l'agglomération marseillaise comme dans le Var, des échantillons sanguins de donneurs réguliers de l'Établissement français du sang volontaires ont été étudiés pour savoir si leur chromosome Y portait le « signal phocéen ». En effet, en Grèce et dans ses anciennes colonies d'Asie Mineure, comme Phocée et Smyrne, une mutation est apparue : le « marqueur E-V13 », caractéristique de la population locale. Ce pourcentage supérieur à 4 % du marqueur E-V13, compte tenu des 26 siècles écoulés et des vagues de migration qui se sont succédé, est considérable. Ce marqueur « peut retracer l'impact démographique et socio-culturel de la colonisation d'environ un millier de personnes à partir de l'antique Marseille ».

#### La légende de Gyptis et Protis

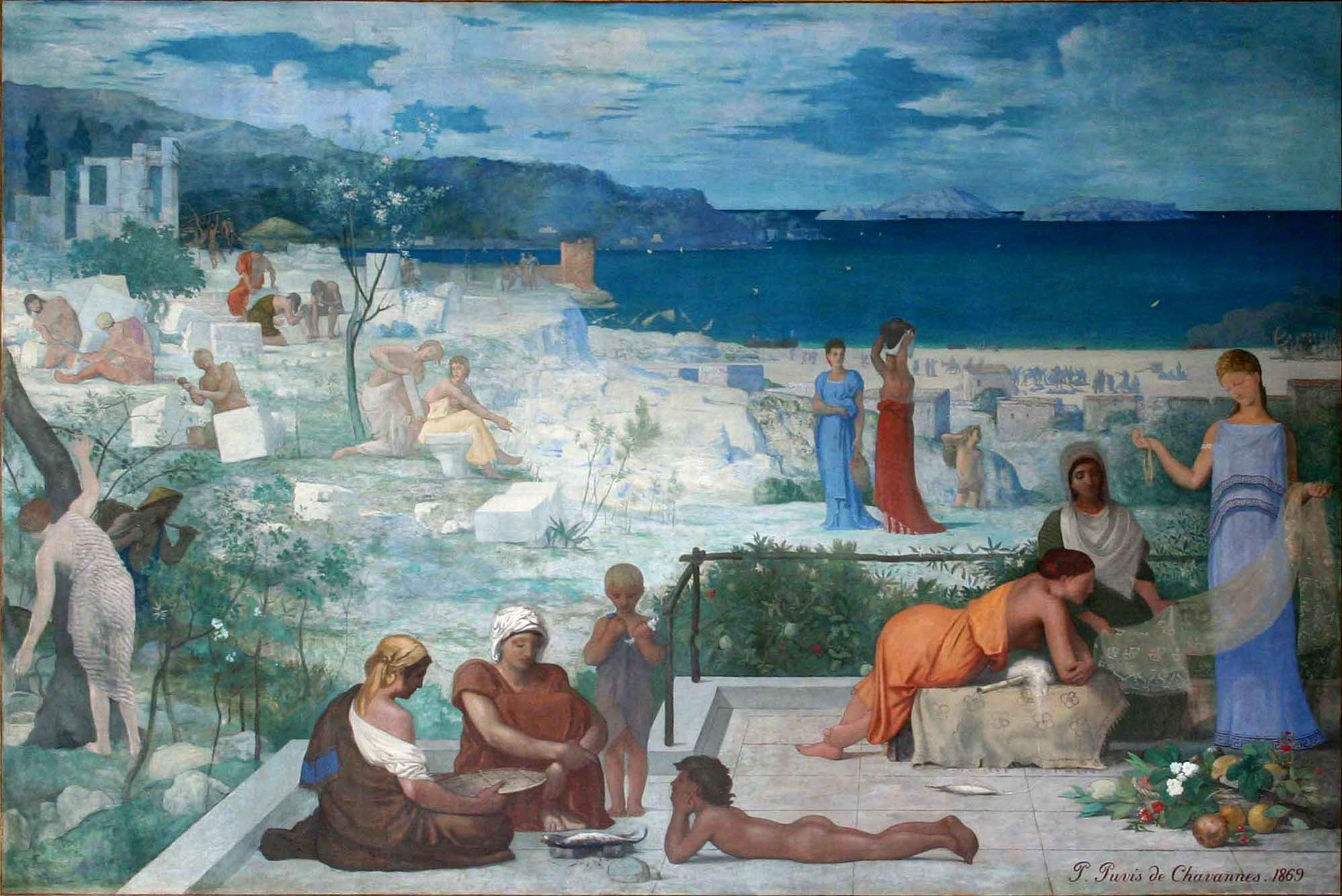
Pierre Puvis de Chavannes, Marseille colonie grecque (1869), musée des beaux-arts de Marseille.

Les conditions exactes de la fondation font défaut à l'histoire de la ville. On ne retient aujourd'hui qu'une légende, reprise par Trogue Pompée, dont le récit nous est résumé par Justin, et Aristote, cité par Athénée de Naucratis.
Les Phocéens recherchent alors des emplacements susceptibles de devenir des emporia (comptoirs) sur la côte. Cette activité correspond à un effort de création d'un réseau commercial et non à une colonisation de peuplement. Les marins voyagent dans des bateaux rapides à rames, les pentécontères, ce qui facilite les implantations. Moins nombreux, ils ont besoin de peu de terres pour s'installer. En naviguant par cabotage, ils auraient découvert la baie du Lacydon (l'actuel Vieux-Port de Marseille), une calanque profonde, large et bien orientée (est-ouest), abritée du vent dominant, le mistral, par des collines élevées, propice à un établissement commercial.

Justin poursuit son récit ainsi : 

« Les commandants de la flotte furent Simos et Protis. Ils vont ainsi trouver le roi des Ségobriges, appelé Nannos, sur les territoires duquel ils projetaient de fonder une ville. Il se trouva que ce jour-là le roi était occupé aux préparatifs des noces de sa fille Gyptis, qu'il se préparait à donner en mariage à un gendre choisi pendant le banquet, selon la coutume nationale. Et ainsi, alors que tous les prétendants avaient été invités aux noces, les hôtes grecs sont aussi conviés au festin. Ensuite, alors que la jeune fille, à son arrivée, était priée par son père d'offrir de l'eau à celui qu'elle choisissait pour époux, elle se tourna vers les Grecs sans tenir compte de tous les prétendants et offrit de l'eau à Protis qui, d'hôte devenu gendre, reçut de son beau-père un emplacement pour fonder la ville. Donc, Marseille fut fondée près de l'embouchure du Rhône, dans un golfe isolé, comme dans un recoin de la mer. »

— Justin, Abrégé des Histoires Philippiques, XLIII, 8-10.
Sur les rives du Lacydon, rivière qui débouche au nord-est de la calanque, les Phocéens posent les fondations d'une ville qu'ils appellent Massalia. De nombreuses hypothèses sur l’origine de ce nom ont été formulées (bien que considérées comme fantaisistes par certains auteurs, comme Paul Mariéton). Une proposition souvent rencontrée donne Mas-Salia, la résidence des Salyens. Mais, si le premier mot est provençal, le second est latin, ce qui semble écarter cette proposition.
Aussi, certains ont penché pour l'utilisation du mot grec Mασσα / Massa. En effet, les Phocéens ont conservé la tradition d'Anatolie d'apposer le nom de Massa à des villes, à des châteaux, à des rivières, etc. On trouve par exemple plus de trente Massa en Italie, sachant que les mots Mαζα / Maza ou Μασα / Masa correspondent au latin Libum, une offrande de gâteaux sacrés. Quant à la finale -λεις / -leis, il s'agirait d'un formatif des adjectifs[Quoi ?], les Marseillais étant des sacrificateurs, et la ville, celle des sacrifices[réf. nécessaire].

#### Site primitif
La topographie première du site de Marseille grecque est encore largement perceptible de nos jours, malgré les importantes modifications du XIXe siècle. Promontoire environné par la mer, il est dominé par trois buttes successives : la butte Saint-Laurent (26 mètres d'altitude en 1840), la butte des Moulins (42 mètres, associée à la butte de la Roquette, 38 mètres), et enfin la butte des Carmes (environ 40 mètres). Les cols entre ces hauteurs recueillent les écoulements d'eau.
Dernier élément de topographie naturelle, la zone du Fort Saint-Jean présente, jusqu'au remblaiement volontaire pour la construction du fort, une pente vers la mer au nord qui n'est plus perceptible maintenant. Plusieurs talwegs se déversent dans le port : l'un entre la butte des Carmes et la colline Saint-Charles, un second beaucoup plus important dans l'axe de la Canebière actuelle et enfin un troisième au sud (axe de la rue Breteuil, appelée vallée Fogaresse au Moyen Âge).

### Massalia et sa chôra

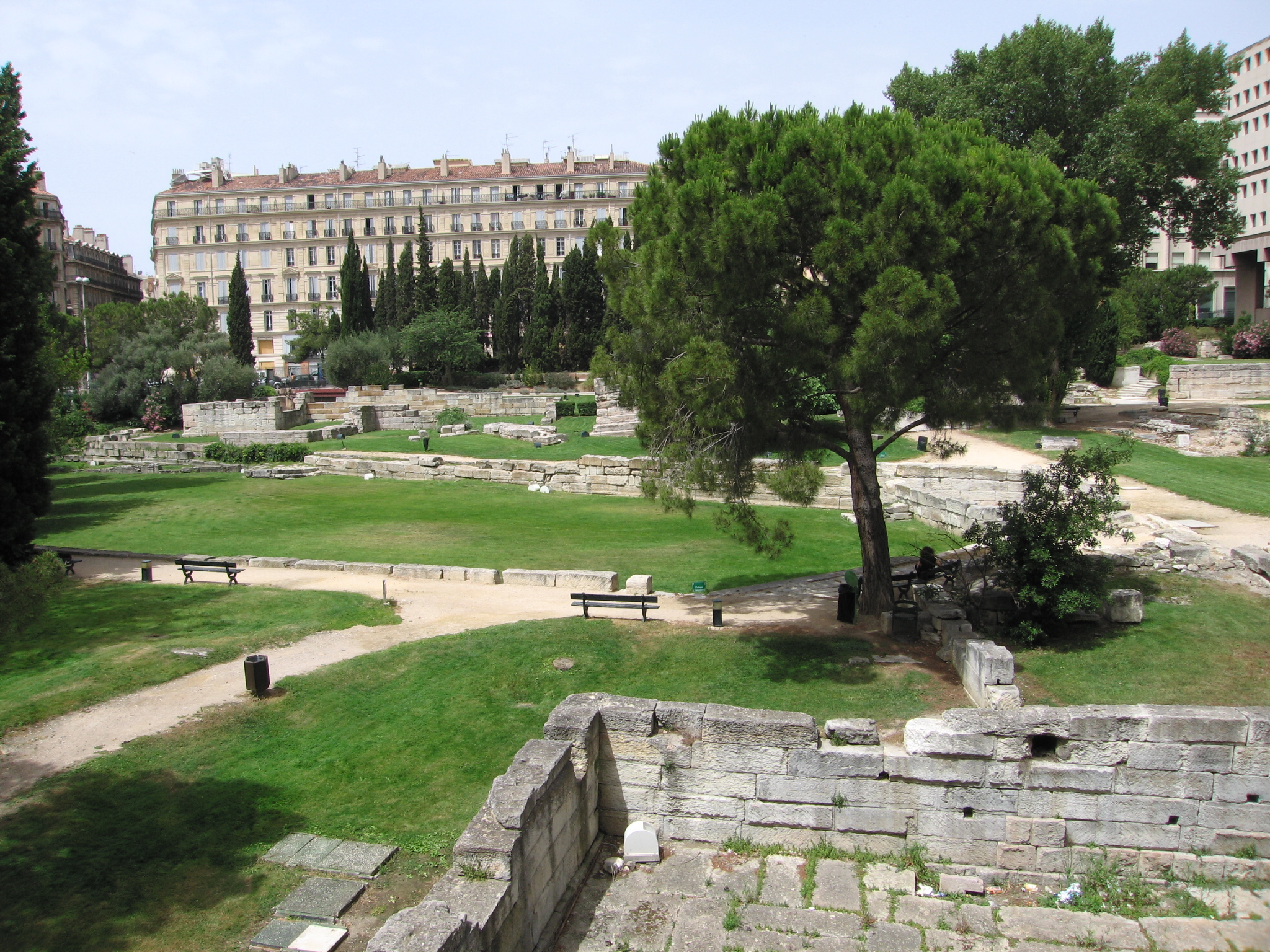
Le jardin des Vestiges, emplacement du premier port de Massalia, découvert en 1967.

Les relations entre Phocéens et Ligures n'ont pas toujours été harmonieuses, ainsi que l'indique Justin dans un autre passage de l'Abrégé des histoires philippiques où il narre les tentatives des Ségobriges de conquérir la ville sous la conduite du fils du Roi Nann, Comannus. Leur défaite permet aux Massaliotes d'agrandir leur terroir (la chôra). Ils dominent la basse-vallée de l’Huveaune et jusqu’au massif de Marseilleveyre. Rapidement, vignes et oliviers sont plantés pour développer une production locale de ces produits de base et en développer l’exportation. En parallèle, les premières fabrications d’amphores de Massalia apparaissent.

#### Évolution de la cité grecque
Les fouilles archéologiques ont révélé les vestiges des premières traces de l'habitat grec directement au contact d'un sol vierge sur la partie la plus occidentale du site (butte Saint-Laurent). Dans l'état actuel de nos connaissances, la ville grecque ne semble pas avoir succédé à une occupation plus ancienne indigène. Très vite la ville s'agrandit et s'étend jusqu'au versant oriental de la butte des Moulins. Enfin, elle englobe la troisième butte (dite des Carmes) avant la fin du VIe siècle av. J.-C. Une dernière extension à l'époque hellénistique lui permet d'atteindre une surface d'environ 50 hectares, que la ville ne dépassera pas avant le XVIIe siècle.
La fortification grecque de la fin du VIe siècle av. J.-C. a été retrouvée en deux points de la ville : au Jardin des Vestiges et sur la butte des Carmes, lors de fouilles d'urgence dans les années 1980. Une reconstruction a lieu à l'époque grecque classique, dans la seconde moitié du IVe siècle av. J.-C. Enfin, vers le milieu du IIe siècle av. J.-C., l'ensemble de la fortification est reconstruit en grand appareil de calcaire rose. Ce rempart est encore visible dans le Jardin des Vestiges (tour penchée et mur dit de Crinas). L'intérieur de la ville est découpé en îlots, avec des rues à angle droit qui constituent des ensembles cohérents, adaptés à la topographie naturelle du site. Ainsi, le long du rivage les voies ont-elles des axes variables, tandis que les pentes de buttes sont quadrillées de façon régulière.
Peu de monuments de l'époque nous sont connus ; Strabon signale l'Ephésion (consacré à Artémis) et le sanctuaire d'Apollon Delphinios. Quelques découvertes archéologiques se rapportent à des édifices religieux : un chapiteau de la fin du VIe siècle av. J.-C., trouvé en remploi dans un mur moderne, et des stèles avec déesses assises (provenant peut-être d'un sanctuaire à Cybèle).

Jardin des Vestiges, plan des vestiges grecs avec les rives du port en jaune et les fortifications en rose.

Au pied de la place de Lenche, les caves de Saint-Sauveur sont le seul édifice conservé depuis l'antiquité dont on a toujours eu connaissance ; certains y voient une fontaine antique (F. Salviat), mais plus récemment on a proposé la fonction de grenier à blé ou d'arsenal (H. Tréziny). Dégagé par F. Benoit après la Seconde Guerre mondiale, ce monument n'a pas été gardé intact depuis et est aujourd'hui inaccessible. Il marquait la limite topographique entre une partie basse (au sud), proche du port, et le col entre les buttes Saint-Laurent et des Moulins (au nord, matérialisé actuellement par la place de Lenche). On suppose que l'agora grecque se situait à l'emplacement du forum romain, donc au sud des Caves de Saint-Sauveur. Les fouilles ont révélé par ailleurs un établissement thermal du IVe siècle av. J.-C. à la rue Leca et de nombreux vestiges d'habitat et de rues (en particulier rue des Pistoles ou près de la cathédrale de la Major).
À l'extérieur des murs, les fouilles récentes ont mis en évidence une cadastration établie dès la fin du VIe siècle av. J.-C., ainsi que l'exploitation de carrières d'argile, qui se trouvaient abondamment dans le substrat géologique (site de l'Alcazar) ; par la suite se développe au même emplacement une culture de la vigne et probablement d'autres plantations. Les nécropoles nous sont connues soit par des découvertes anciennes, soit par la fouille du Parc Sainte-Barbe en 1990. Ainsi se dessine un paysage suburbain varié, où le domaine des morts alternait avec celui des vivants.
Des fouilles préventives de mi-avril à mi-juin 2017 ont mis au jour une carrière antique dans le quartier Saint-Victor au boulevard de la Corderie. Elle a été exploitée durant trois périodes, du début du VIe siècle av. J.-C., voire avant, jusqu'au début du Ve siècle av. J.-C., au IIe siècle av. J.-C., durant la période hellénistique, et la troisième période d'exploitation est romaine. C'est la carrière de Saint-Victor dont il est question dans des textes, connue pour son calcaire pour la réalisation de sarcophages, d'éléments d'architecture, etc.

#### Nouvelle Phocée
Un demi-siècle après la fondation, fuyant les invasions de l'Anatolie par les Perses conduits par Cyrus le Grand en 546 av. J.-C. et la destruction de leur ville, de nombreux Phocéens rejoignent leurs colonies dont Massalia, accentuant son caractère de cité grecque et lui donnant une nouvelle impulsion, ce que certains historiens ont appelé la « seconde fondation » de Marseille.
Massalia devient alors la principale ville grecque de la région et prend dans sa dépendance les autres colonies établies sur la côte. La fin du VIe et Ve siècles av. J.-C. marquent le succès de l’expansion commerciale de Marseille sur le littoral et dans l’arrière-pays marseillais, puisque la domination semble aller jusqu’au pourtour de l’étang de Berre, au delta du Rhône, avec la création de places fortes comme Théliné (Arles) et Aoueniotès (Avignon).

#### Recherche de routes commerciales en Méditerranée occidentale
- Carthaginois
- Étrusques
- Grecs
- Romains

Aires d'influence en Méditerranée occidentale en 509 av. J.-C.

Le surgissement de Massalia et des colonies rattachées, cité puissante pouvant mettre en cause la domination de Carthage et des Phéniciens ainsi que des Étrusques sur les routes maritimes et commerciales conduit les Phocéens à l'affrontement avec les Phénico-puniques dont l'expansion est continue aux VIIIe – VIe siècles.
La bataille d'Alalia s'inscrit dans la série de conflits impliquant Étrusques, Carthaginois et Grecs pour la délimitation des domaines d'influence en Méditerranée occidentale. Étrusques et Phéniciens, puis Carthaginois, avaient déjà installé des colonies en Corse, Sardaigne et Espagne pour les premiers, en Sicile, en Afrique, en Sardaigne et en Espagne pour les seconds, et pratiqué le commerce le long des côtes gauloises (par exemple, des céramiques étrusques datant de la première moitié du VIe siècle ont été retrouvées en Provence sur le site dit des Tamaris). L'arrivée des Grecs, à partir de 750 av. J.-C., et le début de la colonisation, bouleversent le statu quo. L'implantation simultanée de plusieurs colonies issues de différentes métropoles grecques inquiète les Étrusques, mais ils ne parviennent pas à les repousser. Jusque vers 650 av. J.-C., les Phéniciens ne s'opposent pas à cette implantation mais leur attitude change quand les Phocéens atteignent l'Espagne. Dès ce moment, Carthage assure l'essentiel de la résistance et commence à unifier les cités phéniciennes sous sa direction ; ce processus est achevé vers 540 av. J.-C. et Carthage devient l'une des principales puissances méditerranéennes occidentales.
Une nouvelle vague de Phocéens arrive après 546 av. J.-C. à Alalia, accroit son potentiel de centre commercial d'importance et peut exercer une menace éventuelle sur les colonies étrusques voire carthaginoises. La piraterie pratiquée par les Phocéens fut, d'après Hérodote, le prétexte déclencheur d'une réaction de Carthage. Celle-ci s'allie pour la circonstance aux Étrusques pour affronter les Phocéens lors d'une bataille navale au large d'Alalia, vers −540.
Les Phocéens de Massalia arment quarante navires qui viennent renforcer ceux d'Alalia et livrent bataille à la flotte carthagino-étrusque. Ils sont défaits et Alalia passe aux mains des Carthaginois. Cependant, les Massaliotes s'estiment vainqueurs en ce qu'ils se voient reconnaitre de facto le contrôle de la côte ligure de l'est avec des katoikia jouant le rôle de places fortes comme Olbia (Hyères) ou des comptoirs comme Antipolis (Antibes), jusqu'à l'ouest avec leurs emporions. Ils bâtissent le Trésor des Marseillais à Delphes pour célébrer cette victoire. Les conflits de Massalia avec les Carthaginois vont durer tout au long du Ve siècle av. J.-C. et consolident l'alliance de Marseille avec Rome contre l'ennemi commun.
Au cours du Ve siècle av. J.-C., Marseille connait une grande prospérité grâce à la paix en Méditerranée occidentale qu'a entraînée la défaite carthaginoise à Himère en Sicile (480 av. J.-C.), suivie peu après par celle des Étrusques à Cumes (474) face aux Syracusains. Cette défaite sonne le glas du dynamisme des cités étrusques méridionales et les routes commerciales au large de la Campanie passent sous le contrôle de Syracuse. Pendant près de soixante-dix ans, les navires massaliotes peuvent sillonner tranquillement la mer tyrrhénienne avant que les tensions ne reprennent à la fin du siècle, entraînant la région dans un conflit qui devait durer un demi-siècle dans toute la Grande Grèce.
Les IVe et IIIe siècles av. J.-C. semblent être plus difficiles pour Massalia. Les Carthaginois restent des concurrents redoutables tant en Méditerranée occidentale qu'orientale. La chute d'Athènes et les problèmes politiques et économiques que connaissent la Sicile et Syracuse en particulier, ont alors affecté le commerce maritime massaliote. Cela a sans doute déterminé une certaine récession économique que ne peut compenser l'expansion du rôle de Marseille dans le commerce gaulois.

### Massalia et la Gaule

#### Un carrefour commercial majeur

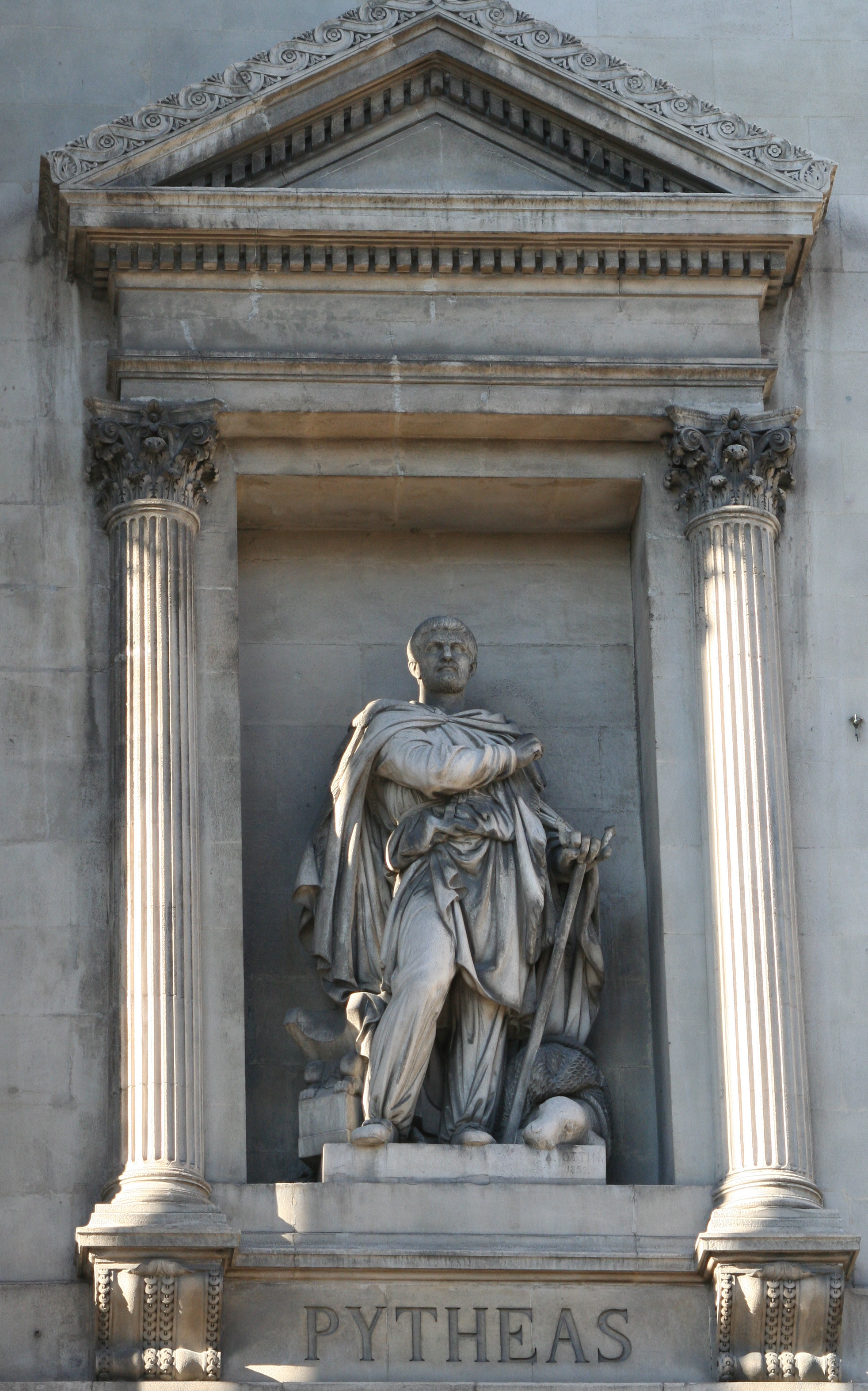
Auguste Ottin, Statue de Pythéas, explorateur originaire de Massalia, façade du Palais de la Bourse à Marseille.

Grand port maritime ouvert sur toute la Méditerranée, Marseille abrite de nombreux marins et explorateurs renommés. Au VIe siècle av. J.-C., le Massaliote Euthymènes quitte la cité pour explorer, au-delà des colonnes d'Hercules, les côtes de l’Afrique jusqu'à l'embouchure du fleuve Sénégal. Il a constaté et fait connaître aux Grecs l'existence des marées.
Deux siècles plus tard, vers 340-325 av. J.-C., l’explorateur et géographe Pythéas effectue un voyage dans les mers du nord de l'Europe, atteint l’Islande et le Groenland et s'approche du cercle polaire. Il fut longtemps considéré comme un affabulateur, en particulier selon l'opinion du géographe grec Strabon, mais l'authenticité de son périple est aujourd'hui reconnue.
Marseille, comme le retracent les découvertes archéologiques, connaît une forte croissance et devient une cité prospère, vivant des relations commerciales fortes avec la Grèce, l'Anatolie puis Rome et l'Égypte. À cette époque, Massalia compte entre 30 000 et 40 000 habitants, ce qui en fait l’un des plus grands centres urbains de Gaule. Sa prospérité est entièrement fondée sur le commerce.
Sachant que les principales routes commerciales entre le nord et l'ouest de l’Europe et l’Orient empruntent les fleuves (en particulier Rhône et Saône) de ce que Strabon nomme « l’isthme gaulois », Massalia occupe une place stratégique. L’ambre, l’étain descendent le Rhône quand remontent le vin et les articles de luxe comme la céramique et la vaisselle. On a pu dire que le renommé cratère de Vix est une manifestation du rôle de 'Massalia dans le trafic de transit et peut-être un don des marchands massaliotes au prince gaulois qui contrôle le seuil de Bourgogne.
C'est aussi probablement par la cité phocéenne que sont introduits en Gaule les premiers vignobles. Les fouilles de 2006 et 2007 sur la colline Saint-Charles ont ainsi mis au jour les vignobles les plus anciens de France. Pas moins de trois niveaux de traces agraires liées à l'exploitation de la vigne à partir du IVe siècle avant notre ère y ont été découverts.
Loin de se limiter à l’import-export des biens d’origine grecque, la ville développe les productions locales, et surtout la céramique et les amphores. L’étude des céramiques a permis d’établir que, jusqu’en 535 av. J.-C., Massalia importe la vaisselle courante de Phocée et jusqu’à 500 av. J.-C., la céramique de luxe d’Athènes. Après ces dates, les produits locaux se substituent aux importations.
Enfin, Massalia est à l’origine de la monnaie dans la région en émettant des pièces pour le commerce local dès 490 av. J.-C., puis des oboles d’argent vers 450 av. J.-C., enfin des drachmes d’argent au début du IVe siècle av. J.-C.

#### Une interface culturelle entre la Gaule et le monde grec
Colonie grecque rayonnante, Marseille est le point de départ de la diffusion de la civilisation hellénistique et de l'écriture chez les peuples gaulois, qui ont appris à transcrire leur propre langue en caractères grecs. L'historien Jean-Louis Brunaux remarque que les druides furent les principaux bénéficiaires de cette éducation mais n'utilisent l'écriture que pour les échanges commerciaux et les notations scientifiques. D'après Varron, qui écrit au Ier siècle av. J.-C. : à Massalia, on parle le grec, le latin et le gaulois.

#### Constitution de Marseille

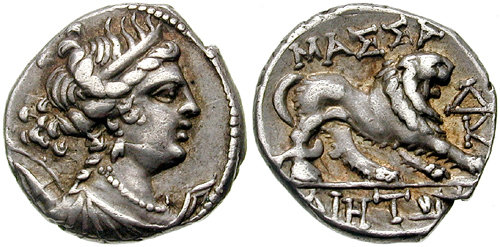
Tétrobole massaliote en argent (200-150 av. J.-C.) représentant Artémis et un lion avec l'inscription « MAΣΣA-ΛIΗTΩ[N] ».

La ville s'administre alors librement et la constitution marseillaise se réfère à celles des cités ioniennes. Elle est citée par Aristote comme un exemple d'oligarchie modérée et de république stable :

« Quant aux causes extérieures qui renversent l'oligarchie, elles peuvent être fort diverses. Parfois, les oligarques eux-mêmes, mais non pas ceux qui sont au pouvoir, poussent au changement, lorsque la direction des affaires est concentrée dans un très petit nombre de mains, comme à Marseille, à Istros, à Héraclée du Pont et dans plusieurs autres États. Ceux qui étaient exclus du gouvernement s'agitèrent jusqu'à ce qu'ils obtinssent la jouissance simultanée du pouvoir, d'abord pour le père et l'aîné des frères, ensuite pour tous les frères plus jeunes. Dans quelques États, en effet, la loi défend au père et aux fils d'être en même temps magistrats; ailleurs, les deux frères, l'un plus jeune, l'autre plus âgé, sont soumis à la même exclusion. À Marseille, l'oligarchie devint plus républicaine ; à Istros, elle finit par se changer en démocratie. »

— Aristote, Politique, Livre V, chapitre VI, 1305 a 1-12.
La ville est gouvernée par un directoire de quinze « premiers » choisis parmi une boulè de 600 sénateurs. Trois d’entre eux ont la prééminence et l’essentiel du pouvoir exécutif. Aristote évoque une famille aristocratique, les Protiades, descendant des premiers fondateurs, qui possède alors une influence souveraine. Le gouvernement de Marseille est encore oligarchique au temps où Strabon écrit, au début du Ier siècle.

« Le gouvernement aristocratique de Massalia est le meilleur du genre : ils ont établi une assemblée de six cents citoyens, appelés "timouques", qui conservent cette charge leur vie durant. Quinze d’entre eux sont placés à la tête de cette assemblée, qui ont pour tâche d’expédier les affaires courantes : de nouveau, trois magistrats de ce groupe exercent l’autorité suprême, sous la direction de l’un d’entre eux. On ne peut devenir timouque si l’on n’a pas d’enfants et si l’on n’est pas issu de trois générations de citoyens. Les lois, ioniennes, sont affichées publiquement. »

— Strabon, Géographie, Livre IV, 1,5. (trad. A. Hermary, dans Hermary et alii, 1999, p. 175).

### Massalia, alliée de Rome
Les relations de Rome avec les « États indépendants » sont relativement complexes. Rome a eu des relations amicales avec Massilia depuis au moins le Ve siècle av. J.-C.
En 396 av. J.-C., après leur victoire contre la cité étrusque de Véies, les Romains déposent un cratère d’or dans le Trésor des Marseillais à Delphes. En 389, récompense de sa participation à la rançon versée aux Gaulois lors de la prise de la ville par Brennos l'année précédente, un traité « sur pied d'égalité » (foedus aequo jure percussum) comme le précise Justin, est signé entre les deux cités qui nouent une alliance formelle. Les visiteurs massaliotes à Rome se voient reconnaître certains privilèges, comme le droit à l'hospitalité publique, un privilège honorifique (un emplacement pour assister aux spectacles parmi les sénateurs) et l’immunitas (la possibilité de commercer à Rome sans payer de taxes). Ainsi, pendant des centaines d'années, Marseille conserve son indépendance nominale, bien que vivant sous une sorte de protection. L'alliance formelle dure de 389 à 49 av. J.-C., avec le début de la guerre civile de César.

#### Des relations tumultueuses avec les peuples celto-ligures
La croissance forte de Marseille et du réseau des colonies massaliotes est citée comme l'une des raisons qui provoquent la création de la fédération des Salyens à la fin du IIIe siècle av. J.-C., à partir de la réunion des « Celto-ligures » de Provence, entre le Var et le Rhône, autour de centres proto-urbains. Les voisins les plus proches des Salyens, en effet, sont les Massaliotes au sud (les Cavares et les Albiques occupent quant à eux les territoires situés au nord des Salyens).
La fédération salyenne s'avère être un voisin « encombrant » pour les Massaliotes, ce qui avait provoqué de nombreuses tensions économiques et sans doute culturelles, dont rendent compte les auteurs antiques (notamment Tite-Live et Strabon). Dans un premier temps, de telles tensions avec les indigènes ont entraîné plusieurs interventions militaires des Grecs dans l'arrière-pays marseillais : celles-ci sont attestées par l'archéologie, notamment à travers la destruction violente de sites comme l'oppidum de L'Arquet.

Sur la côte, les pirates ligures obligent parallèlement la cité grecque à renforcer constamment la protection de ses lignes commerciales maritimes par la création de places coloniales de défense (en grec ancien,  ἐπιτειχίσματα / épiteichismata, fortifications ). L'archéologie montre les traces des interventions militaires terrestres autour de l'Étang de Berre dès les alentours de 200. Ce sentiment d'insécurité est provoqué par « les Gaulois salluviens qui pillent le territoire » et qui « exercent leur brigandage sur terre et sur mer… ». Massalia vit ainsi dans une grande méfiance vis-à-vis des étrangers et se dote d'un puissant arsenal. Danger permanent très bien souligné par l'historien et poète latin Silius Italicus qui dépeint les Marseillais de la fin du IIIe siècle avant notre ère: 
«Cette colonie grecque, environnée de peuples féroces qui l'effraient sans cesse par leur religion barbare, retient au milieu de ces nations belliqueuses les coutumes et les mœurs de la Phocide, son antique patrie, et reçoit avec amitié les étrangers.
À partir de 181, Marseille commence à faire appel aux armées de Rome, devenue la grande puissance méditerranéenne, pour l'aider à mettre fin aux pillages des celto-ligures et à défendre ses colonies.

#### Massalia et la Gaule transalpine
Avide d'affirmer son emprise dans la région pour des raisons économiques et stratégiques, Rome prétend répondre à l'appel de Massalia et accapare presque intégralement le vaste arrière-pays massaliote, après quelques campagnes menées entre 125 et 121 av. J.-C., notamment par le consul puis pronconsul Sextius Calvinus et les consuls Cnaeus Domitius Ahenobarbus et Fabius Maximus Allobrogicus. Aquae Sextiae (Aix-en-Provence) est une colonie fondée en 122 par les légionnaires commandés par Sextius Calvinus, elle succède à l'ancienne capitale voisine des Salyens Entremont, détruite l'année précédente par les armées romaines.
La région conquise porte le nom de Gaule transalpine. Cnaeus Domitius, qui y est nommé proconsul, s'efforce de 120 à 117 av. J.-C. de créer une liaison terrestre, la Via Domitia entre les territoires ibériques, c'est-à-dire l'Espagne actuelle et la Gaule cisalpine. Il fonde une colonie romaine à Narbonne en 118 av. J.-C. La colonie grecque de Massalia, alliée, et son arrière-pays réduit forment alors une enclave libre au sein de la Gaule transalpine.
En 109 av. J.-C., les Gaules cisalpine et transalpine sont ravagées par les Cimbres, les Teutons, les Ambrons durant l'épisode de la guerre des Cimbres, jusqu'à leur écrasement en 102 av. J.-C. par Caius Marius à la bataille d'Aix.

## Massilia, ville romaine

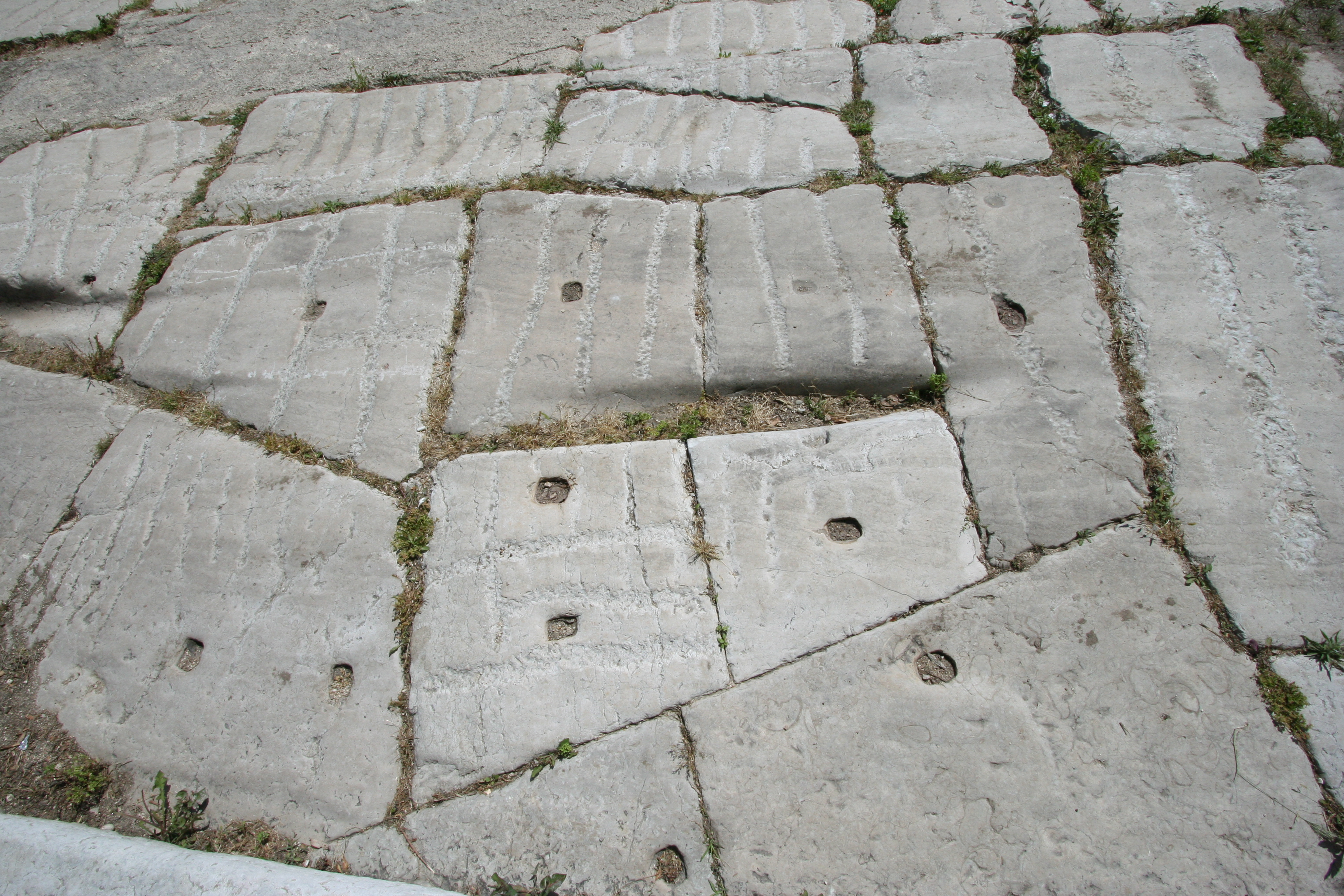
Dalles de la voie romaine dans le jardin des Vestiges.

### Fin de l'indépendance
Cliente de Rome, Massalia refuse officiellement de prendre parti entre Pompée et Jules César en 49 av. J.-C., mais en accueillant la flotte de Pompée, dirigée par Ahenobarbus, elle affiche clairement sa préférence. Assiégée par trois légions pendant deux mois (légions dirigées par César puis par son légat Trebonius), elle est prise après deux batailles navales, au large de Marseille puis de Tauroenton (au fond de la baie de l’actuel Saint-Cyr-sur-Mer) ou Tauroeis (à l'extrémité orientale de la baie, devant l'actuel havre du Brusc, à Six-Fours-les-Plages), escales des Marseillais, qui s'achèvent par la destruction de sa flotte de guerre. Elle est privée ensuite de ses colonies et doit se soumettre à Rome.

Cependant, ainsi que le précise Strabon : 

« César et les princes, ses successeurs, en souvenir de l'ancienne alliance de Rome avec Massalia, se sont montrés indulgents pour les fautes qu'elle avait commises pendant la guerre civile, et lui ont conservé l'autonomie dont elle avait joui de tout temps, de sorte qu'aujourd'hui elle n'obéit pas, non plus que les villes qui dépendent d'elle, aux préfets envoyés de Rome pour administrer la province. »

— Strabon, Géographie, I, 5
 Les Romains la rattachent à la province narbonnaise. Arles, colonie fondée à la suite de cette crise, devient la principale ville romaine de la région.

### Influence romaine

Extension et géographie de l'Empire romain au début du IIe siècle.

#### Nouvel élan sous le Haut-Empire
À l'époque d'Auguste, Massalia connaît une nouvelle grande phase de construction. L'agora-forum est reconstruit comme en témoignent les fragments de dallages découverts par Ferdinand Benoît au sud des Caves de Saint-Sauveur. Le forum est bordé à l'ouest par un autre grand édifice, le théâtre, dont quelques gradins ont été conservés jusqu'à nos jours dans l'enceinte du collège du Vieux-Port. Des thermes sont également installés le long du port  à la même époque. Les vestiges, remontés sur la place Villeneuve-Bargemon, sont visibles quasiment à leur emplacement d'origine derrière la Mairie.
Pendant le Haut Empire romain, la zone portuaire s'étend considérablement. Elle s'étend sur la rive nord du port, suit la corne du port (Jardin des Vestiges) dont le quai est reconstruit à l'époque flavienne, et se prolonge au fond du Vieux-Port actuel. Dans cette zone, les fouilles de la place Général-de-Gaulle ont dégagé une grande esplanade empierrée qui peut correspondre à des salines aménagées. De nombreux entrepôts à dolia sont connus. Une partie de l'un d'entre eux est exposé au rez-de-chaussée du Musée des docks romains.
Des fouilles archéologiques menées entre 1995 et 2010 ont montré la vitalité économique de la ville. Cependant, contrairement à bien des cités de Narbonnaise comme Arles, Vaison-la-Romaine ou Nîmes, aucun monument romain d'envergure ne subsiste aujourd'hui. Les deux premiers siècles témoignent d'une certaine opulence économique du fait de l’excellent réseau commercial maintenu autour de la Méditerranée. Mais en plus Marseille prend une réelle importance culturelle en entretenant la culture grecque. De nombreux romains viennent à Marseille suivre les cours de ses fameuses écoles de rhétorique. Petit à petit, leur nombre s'accroît et la ville se romanise.

#### Déclin dans l'Antiquité tardive
Avec les troubles politiques qui marquent le début du IVe siècle et de manière croissante le Ve siècle de l'Empire romain, Massalia semble entrer dans une période de stagnation. En 309 ou 310, Maximien a été dépêché au sud d'Arles avec une partie de l'armée de l’empereur Constantin pour contrer les attaques de Maxence dans le sud de la Gaule. À Arles, il annonce la mort de Constantin et prend la pourpre impériale. En dépit des pots-de-vin qu'il offre à tous ceux qui voudraient le soutenir, la majeure partie de l'armée de Constantin lui demeure fidèle, et Maximien est contraint de s'éloigner. Constantin reçoit bientôt la nouvelle de cette révolte, abandonne ses actions militaires contre les tribus franques, et progresse rapidement vers le sud pour affronter Maximien qui fuit à Massilia, car la ville est plus adaptée pour résister à un long siège qu'Arles. Mais cela joue peu en sa faveur car soit les citoyens marseillais demeurés loyaux, soit les soldats de Maximien, lui ouvrent les portes. Maximien est fait prisonnier, dépouillé de son titre pour la troisième et dernière fois,,,, mais Constantin lui fait grâce de vie.

## Historiographie

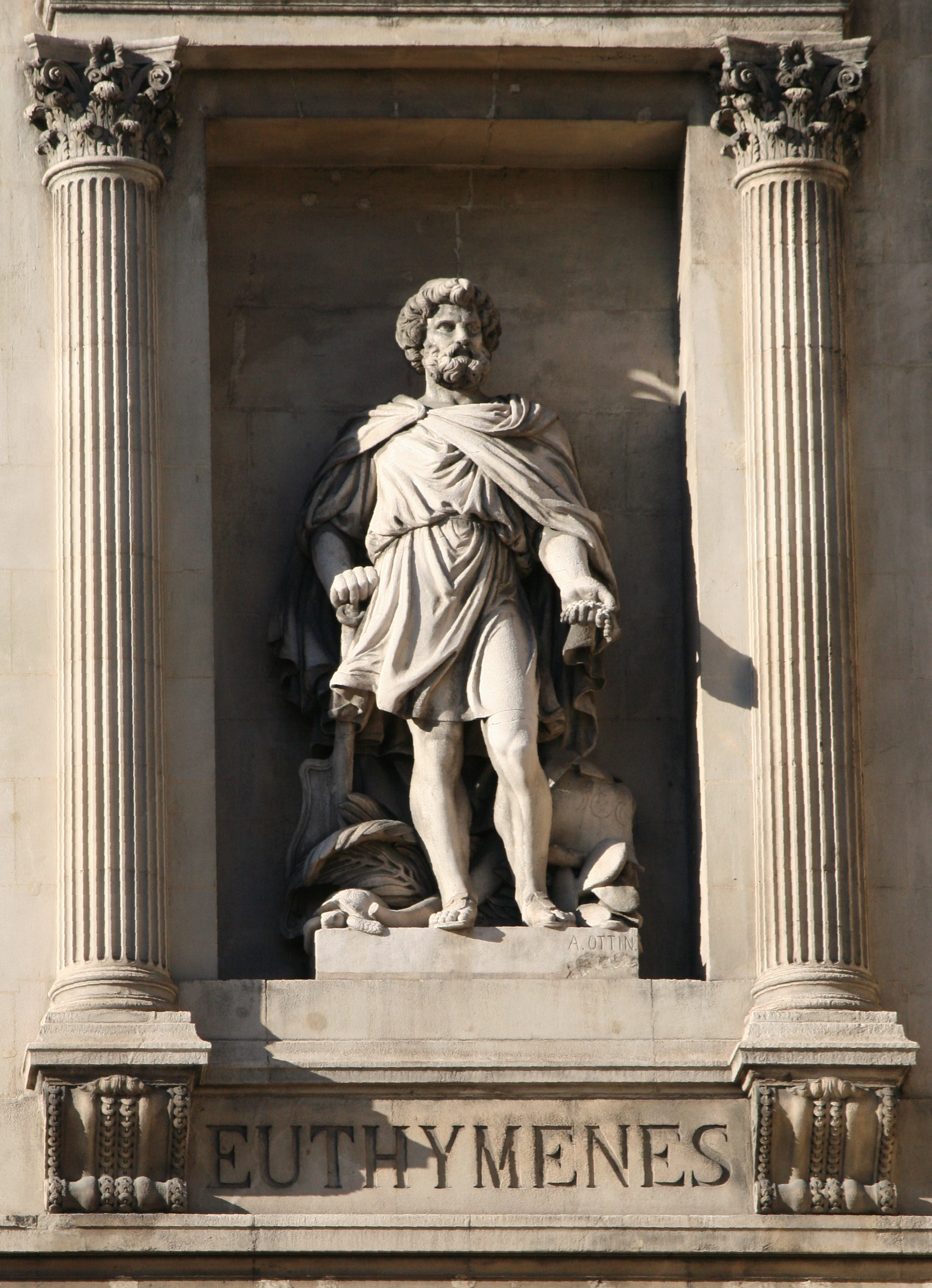
Auguste Ottin, Statue d'Euthymènes, façade du Palais de la Bourse à Marseille.

### Sources antiques et modernes
Marseille n'a conservé pratiquement aucun monument de sa longue histoire antique. Ainsi, l'histoire de ses premiers temps a relevé pendant de long siècles des seuls extraits de rares sources d’auteurs antiques. Les premières Histoires de Marseille se fondaient quasi exclusivement sur les sources littéraires, comme l'Histoire de la ville de Marseille d'Antoine de Ruffi, publiée en 1642. En revanche, en 1773, Jean-Baptiste Bernard Grosson présente les connaissances archéologiques de l'époque dans son ouvrage Recueil des Antiquités et Monuments Marseillois.

### Apports décisifs de l'archéologie
Pendant les XIXe et XXe siècles, le développement de l'archéologie a profondément renouvelé la connaissance du premier millénaire de la ville. La publication de Massalia, histoire de Marseille dans l'Antiquité par Michel Clerc en 1929 fait le point sur un siècle de découvertes occasionnées par les fouilles entreprises pendant les travaux de rénovation urbaine entre 1850 et 1910. Une synthèse actualisée des découvertes est réalisée par Fernand Benoit dans le fascicule V de la Carte archéologique de la Gaule romaine, éditée en 1936. Puis, après-guerre, celui-ci se consacre à des fouilles de la nécropole chrétienne sur le site de Saint-Victor avant de fouiller sur l'emplacement des immeubles dynamités par l'armée allemande sur la rive nord du Vieux-Port, mettant au jour les docks romains, ce qui lui donnera l’occasion de créer le Musée des docks romains.
Avec les rénovations urbaines des années 1960-1970, la connaissance de Marseille antique est totalement changée. La plus grande période prolifique en matière archéologique est la restructuration du centre et en particulier la mise au jour du port grec sur l'emplacement de la Bourse entre 1967 et 1976.